# Майк Вайт
Майкл Крістофер Вайт (народився 28 червня 1970) — американський письменник, актор, продюсер і режисер телебачення і кінофільмів, а також учасник реаліті-шоу. Він отримав численні нагороди, включно з нагородою «Незалежний дух» Джона Кассаветіса за фільм «Чак і Бак» 2000 року, сценаристом якого він був та зіграв головну роль. Він написав сценарії для таких фільмів, як «Школа року» (2003), і став режисером кількох фільмів, які сам написав, наприклад «Статус Бреда» (2017). Він був співавтором, виконавчим продюсером, сценаристом, режисером і актором серіалу HBO Enlightened. Вайт також відомий своїми появами на реаліті-шоу, змагаючись у двох сезонах «Дивовижних перегонів», а пізніше став учасником і віце-призером у «Вижив: Давид проти Голіафа». Він створив, пише сценарії та режисерує сатиричний комедійний антологічний серіал каналу HBO «Білий лотос».

## Раннє життя
Вайт народився в Пасадені, Каліфорнія. Він є сином Лайли Лі (уродженої Лоер), керівника фандрайзингу та колишнього виконавчого директора Pasadena Playhouse, і преподобного доктора Джеймса Мелвілла «Мела» Вайта, колишнього спічрайтера та автора привидів релігійних правих діячів, таких як Джеррі Фолвелл і Пет Робертсон. Його батько визнав себе геєм у 1994 році та став активістом. Через релігійне походження свого батька Вайт виріс у скромній родині в консервативній християнській громаді. Він відвідував Політехнічну школу, яку він вважав «дуже консервативною сільською клубною школою». Пізніше він вступив до Уесліанського університету, де познайомився з партнером по сценарію Заком Пенном. Пенн переконав його повернутися до Лос-Анджелеса та допоміг влаштуватися на роботу невдовзі після закінчення навчання.

## Кар'єра
Хоча письменницьке співробітництво Вайта та Пенна закінчилося через кілька років через їхню різну чутливість, вони залишилися в хороших стосунках, і Уайт вважає його заслугою в тому, що він потрапив у соціальні кола Голлівуду. Уайт був сценаристом і продюсером фільмів «Доусонс-Крік» і «Виродки та виродки», а також сценаристом і актором у фільмах «Чак і Бак», «Хороша дівчинка», «Оранж Каунті», «Школа року» та «Начо Лібре». Він також зіграв роль у рімейку «Степфордських дружин» 2004 року та фільмі «Душити» 2008 року. «Чак і Бак», у якому Вайт зіграв дитину, яка переслідує свого друга дитинства, був названий найкращим фільмом 2000 року за версією Entertainment Weekly. В інтерв'ю The New York Times Джефф Бріджес назвав участь Вайта в Chuck & Buck «перформансом десятиліття».
Він часто співпрацює з актором і сценаристом Джеком Блеком у фільмах. Разом вони створили продюсерську компанію Black and White, яка закрилася в 2006 році. Вайт не є шанувальником класичного року, але він написав School of Rock спеціально для того, щоб Блек міг виконувати свою улюблену рок-музику.
Вайт дебютував як режисер із власноруч створеним «Роком собаки» на кінофестивалі «Sundance» у 2007 році. Він був членом драматичного журі США на кінофестивалі Sundance 2009.
Лаура Дерн залучила Вайта до проекту з HBO, який став серіалом «Просвітлені», прем'єра якого відбулася 10 жовтня 2011 року. Героїня Дерн, Емі Джелліко, після того, як її професійне життя привселюдно розривається, відправляється на Гавайські острови, де її знайомлять із медитацією. Вайт сам зазнав краху на роботі, керуючи попереднім телесеріалом, і включив елементи цього досвіду, а також власне дослідження буддійської медитації в сюжет нового серіалу. Вайт написав «Пілот» і всі епізоди в першому та другому сезонах.
Вайт є автором фільму The Emoji Movie, він провів три тижні зі сценаристами фільму та допоміг зі структурою сценарію. За цей проект він отримав премію «Золота малина». Він написав сценарій і
був режисером фільму «Статус Бреда» 2017 року.
У 2021 році Вайт створив, написав і зняв сатиричний обмежений серіал «Білий лотос» для HBO.
У лютому 2022 року було оголошено, що Вайт напише два майбутніх анімаційних фільми для Universal Pictures і Illumination: оригінальну комедію «Міграція», яка вийде 30 червня 2023 року, і четверту частину франшизи «Нікчемний я», яка вийде 23 липня 2024 р.

### The Amazing Race
Він з'явився в чотирнадцятому сезоні «Дивовижних перегонів» разом зі своїм батьком Мелом. Вони тривали сім етапів, перш ніж вилетіли на шостому місці на Пхукеті, Таїланд. Мел і Майк повернулися, щоб змагатися в The Amazing Race: Unfinished Business, де вони були другою командою, вибитою в Японії.

### Survivor
Вайт був учасником Survivor: Давид проти Голіафа, як член племені Голіафа, а потім зміненого племені Джабені та об'єднаного племені Калокало. Він дійшов до дня 39 і отримав три голоси журі, посівши друге місце після переможця Ніка Вілсона.
Вайт сказав, що він був великим шанувальником шоу, і завдяки своїм зв'язкам він подружився з ведучим шоу Джеффом Пробстом, надаючи ведучим пропозиції щодо покращення шоу. Наприклад, Пробст заявив, що саме Вайт перешкодив йому повернути Острів Спокути для Survivor: San Juan del Sur. У якийсь момент Вайт вирішив почати пробувати бути учасником шоу, але його не вибрали через те, що, на його думку, було занепокоєнням через «неакуратні секунди» з інших програм реаліті-шоу. Уайт зазначив, що після того, як його вибрали, він не мав інших розмов з Пробстом до завершення гри.

## Особисте життя
Вайт є веганом і живе в Санта-Моніці зі своїм хлопцем Джошем. Також володіє будинком у Кауаї. Він відкритий бісексуал.

## Фільмографія

### Фільми
| Назва                                    | Рік  | Режисер | Сценарист | Продюсер | Примітки               |
| ---------------------------------------- | ---- | ------- | --------- | -------- | ---------------------- |
| Самогубство в коледжі                    | 1998 | Ні      | Так       | Ні       |                        |
| Чак і Бак                                | 2000 | Ні      | Так       | Ні       |                        |
| Країна чудіїв                            | 2002 | Ні      | Так       | Ні       |                        |
| Хороша дівчина                           | 2002 | Ні      | Так       | Ні       |                        |
| Школа року                               | 2003 | Ні      | Так       | Ні       |                        |
| Начо Лібре                               | 2006 | Ні      | Так       | Так      |                        |
| Рік Собаки                               | 2007 | Так     | Так       | Так      | Режисерський дебют     |
| Пагорби з Джеймсом Франко та Мілою Куніс | 2007 | Ні      | Ні        | Так      | Короткометражний фільм |
| Джентльмени Бронкос                      | 2009 | Ні      | Ні        | Так      |                        |
| Magic Magic                              | 2013 | Ні      | Ні        | Так      |                        |
| Поїзд D                                  | 2015 | Ні      | Ні        | Так      |                        |
| Беатріс на вечері                        | 2017 | Ні      | Так       | Ні       |                        |
| Емоджі Муві                              | 2017 | Ні      | Так       | Ні       |                        |
| Статус Бреда                             | 2017 | Так     | Так       | Ні       |                        |
| Ідеальний голос 3                        | 2017 | Ні      | Так       | Ні       |                        |
| Айван, єдиний і неповторний              | 2020 | Ні      | Так       | Ні       |                        |
| Міграція                                 | 2023 | Ні      | Так       | Ні       |                        |
| Нікчемний Я 4                            | 2024 | Ні      | Так       | Ні       |                        |

#### Актор
| Назва                                   | Рік  | Роль                  | Примітки               |
| --------------------------------------- | ---- | --------------------- | ---------------------- |
| Зоряні карти                            | 1997 | письменник            |                        |
| Чак і Бак                               | 2000 | Бак                   |                        |
| Країна чудіїв                           | 2002 | містер Берк           |                        |
| Хороша дівчина                          | 2002 | Корні                 |                        |
| Школа року                              | 2003 | Нед Шніблі            |                        |
| Степфордські дружини                    | 2004 | Генк                  |                        |
| Are You the Favorite Person of Anybody? | 2005 | респондетн            | Короткометражний фільм |
| Ласкаво просимо до Каліфорнії           | 2005 | Джон Гудман           |                        |
| Мамусі                                  | 2008 | Майрон Стаббс         |                        |
| Джентльмени Бронкос                     | 2009 | Дасті                 |                        |
| Вітаємо у Зомбіленді                    | 2009 | продавець на заправці |                        |
| Ride                                    | 2014 | Роджер                |                        |
| Поїзд D                                 | 2015 | Джеррі                |                        |
| Статус Бреда                            | 2017 | Нік Паскаль           |                        |
| Айван, єдиний і неповторний             | 2020 | Френкі                | озвучення              |

### Телебачення
| Назва              | Рік       | Режисер | Сценарист | Продюсер   | Шоуранер | Примітка                                                      |
| ------------------ | --------- | ------- | --------- | ---------- | -------- | ------------------------------------------------------------- |
| Затока Доусона     | 1998–1999 | Ні      | Так       | Наглядовий | Ні       | сценарист 9 епізодів продюсер 22 епізодів                     |
| Диваки і навіжені  | 2000      | Ні      | Так       | Наглядовий | Ні       | сценарист 3 епізодів продюсер 17 епізодів                     |
| Пасадена           | 2001–2002 | Ні      | Так       | Виконавчий | Так      | шоуранер і продюсер 13 епізодів сценарист 6 епізодів          |
| Cracking Up        | 2004–2006 | Ні      | Так       | Виконавчий | Так      | шоуранер і продюсер 12 епізодів сценарист епізоду «The Fixer» |
| Earth to America   | 2005      | Ні      | Так       | Ні         | Ні       | спеціальний телевипуск                                        |
| Просвітлена        | 2011–2013 | Так     | Так       | Виконавчий | Так      | шоуранер, сценарист і продюсер 18 епізодів режисер 6 епізодів |
| Нудне життя Жаклін | 2012      | Ні      | Ні        | Виконавчий | Ні       | 10 серій                                                      |
| Мама Даллас        | 2016      | Так     | Так       | Виконавчий | Ні       | пілотний епізод                                               |
| Школа року         | 2016      | Ні      | Так       | Ні         | Ні       | епізод "Come Togetherм                                        |
| Білий Лотос        | 2021–     | Так     | Так       | Виконавчий | Так      |                                                               |

#### Актор
| Назва             | Рік(и)    | Роль                     | Примітки                         |
| ----------------- | --------- | ------------------------ | -------------------------------- |
| Диваки і навіжені | 2000      | Чіп Келлі                | Епізод: «Kim Kelly Is My Friend» |
| Незадекларований  | 2001      | співробітник зоомагазину | Епізод: «Eric Visits»            |
| Живий за викликом | 2007      | Біллі Бальзам            | Епізод: «Bitter Sweets»          |
| Просвітлена       | 2011–2013 | Тайлер                   | 15 серій                         |
| Мама Даллас       | 2016      | Себе                     | Пілотний епізод                  |

## Нагороди та номінації
- Номінація — Broadcast Film Critics Association Awards (Critics Choice Award) за найкращу пісню: School of Rock
- Кінофестиваль у Довілі (акторський приз): Чак і Бак
- Премія Independent Spirit Award за найкращий повнометражний фільм — менше 500 000 доларів: Чак і Бак
- Премія Independent Spirit Award за найкращий сценарій: The Good Girl
- Премія Товариства кінокритиків Лас-Вегаса (премія Sierra) за найкращу пісню: School of Rock
- Номінація — премія «Золотий супутник» за найкращий сценарій, оригінал: The Good Girl
- Міжнародний кінофестиваль у Сіетлі (премія « Нове американське кіно») за найкращий сценарій: " Чак і Бак ".
- Премія «Золота малина» (Премія «Раззі» за гірший сценарій): «Емодзі-фільм».
- Премія «Еммі» за видатну режисуру обмеженого серіалу, фільму або спеціального драматичного фільму: Білий Лотос
- Премія Primetime Emmy за видатний сценарій для обмеженого серіалу, фільму або спеціального драматичного фільму: Білий Лотос
- Премія «Еммі» за видатну обмежену серію: «Білий лотос».